# Mikołaj Haratym
Mikołaj Haratym (ur. 5 grudnia 1828, zm. 30 marca 1900), powstaniec z 1863 roku, organizator oddziału z okolicznych wsi Krasnegostawu: Niemienice, Zakręcie, Krakowskie Przedmieście, Zażółkiew, Góry, Zastawie. Był też dowódcą kompanii powstańców, po upadku powstania styczniowego został zesłany na Sybir na 10 lat. W latach późniejszych powrócił do kraju.